# Blanc (humain)
Pour les articles homonymes, voir Blanc (homonymie).
Le terme Blanc est employé, dans le langage courant, pour désigner des êtres humains  caractérisés notamment par une couleur de peau claire. Le terme est généralement employé pour désigner les individus présentant des caractéristiques physiques qui sont historiquement associées aux populations natives européennes,. La définition d'un « individu blanc » diffère sensiblement d'après les contextes historiques, légaux, culturels, et géographiques. Dans certains contextes, les termes  « caucasien » ou anciennement "caucasoïde" sont utilisés comme synonyme.
D'un point de vue biologique, la peau blanche est une adaptation génétique issue de la sélection naturelle favorisant la synthèse de la vitamine D en milieu faiblement ensoleillé ou modérément ensoleillé en permettant une pénétration plus profonde des rayons de soleil dans l'épiderme du fait d'un taux de mélanine plus bas,. Les latitudes tempérées sont moins soumises aux risques liés au rayonnement ultraviolet, à l'inverse des milieux fortement ensoleillés dans lesquels les individus ont la peau plus foncée.
Selon l'archéogénétique, les gènes liés à la peau blanche seraient apparus il y a environ 28 000 à 22 000 ans, et se seraient généralisés en Europe il y a environ 8 000 ans.

## Définition
Cette expression générique désigne l'ensembles des groupes ethniques[réf. nécessaire] composés d'individus dont la peau est de couleur plus ou moins claire, pouvant aller du rose pâle au cuivré, ainsi que divers autres traits physiques « europoïdes ». Ces populations sont principalement originaires d'Europe, d'Afrique du Nord, d'Asie centrale et du Moyen-Orient. L'expression « populations de type européen » (ou « type caucasien », ou « caucasoïde ») est parfois employée, bien que la définition inclue des personnes extra-européennes. L'expression leucoderme, du grec leukos « blanc » et derma « peau », a pu être employée, dans le cadre de discours à vocation scientifique, mais aussi d'argumentations racistes.
On parle parfois de « race blanche » à propos de cette population. Mais de nos jours, la pertinence de la classification de l'humanité en races différentes est réfutée par les anthropologues, les biologistes et les généticiens. D’après le Dr Craig Venter, directeur d’une société de recherche en génomique et associé à des chercheurs du NIH dans le séquençage du génome humain, le concept de races est un concept social. Selon lui, les caractéristiques utilisées pour distinguer les races (comme la couleur de la peau ou l’épaisseur du nez) sont déterminées par un nombre réduit de gènes, ce qui a permis à l’homme de les adapter rapidement à son environnement au fur et à mesure de son expansion en dépit d’une population, et donc d’une variabilité génétique, demeurée longtemps faible. Ainsi, durant la dernière période glaciaire, la colonisation de l’Europe par l’Homme moderne, qui date de 40 000 ans s’est alors traduite par des évolutions du phénotype (éclaircissement de la peau, des yeux et de la chevelure, etc) tandis que le génotype ne variait que peu, l’ordre de grandeur de la différence entre deux génomes d’humains (pris de n’importe quelle origine) étant de 0,1 %, plus si on prend des populations très différenciées.[pas clair]
Selon l’historien des sciences André Pichot, le concept de races humaines est une catégorie taxinomique, définie par un ensemble de phénotypes transmis de façon héréditaire par les gènes,[réf. incomplète].

## Origines du terme

### Origines de la notion de "race blanche"

François Bernier, Nouvelle division de la terre, par les différentes espèces ou races d'homme qui l'habitent, Le Journal des sçavans, 1684.

On[Qui ?] attribue au philosophe, médecin et voyageur français François Bernier la première classification de l'humanité en races, au travers d'un article intitulé « Nouvelle Division de la Terre par les différentes Espèces ou races d’homme qui l’habitent, envoyé par un fameux Voyageur à M. l’abbé de la *** à peu près en termes » paru en 1684 dans le Journal des savants où Bernier divisait l'humanité en quatre, voire cinq races par ensemble géographique,
 :
- Le premier, la race blanche, est réparti sur une zone qui va de l’Europe jusqu’au Nil, en passant par l’Asie, la Perse et les Maldives ;
- Le second comprend l'ensemble du continent africain, à l'exception de sa partie septentrionale ;
- Le troisième comprend Sumatra, des Philippines, de la Chine, du Gange, de la Russie et du Turkestan ;
- Le quatrième ensemble concerne exclusivement les Lapons dont Bernier, qui ne les connait que selon les récits d'autres voyageurs, se demande s'ils sont réellement humains ;
- Et enfin un cinquième ensemble, celui des Amérindiens que Bernier estime plutôt comme un sous ensemble du premier groupe.

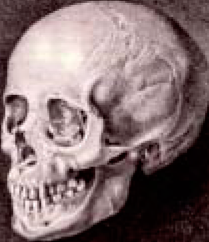
Crâne découvert en 1795, ayant permis de théoriser l'origine caucasienne des Européens.

Bernier établit juste après cette classification une hiérarchie de la beauté des femmes en se basant sur leur prix de vente dans les marchés aux esclaves orientaux. Bernier, qui confesse un attrait, voire une préférence personnelle, pour la beauté de certaines femmes noires, conclut néanmoins en une supériorité de femmes de type caucasien (celles de son premier ensemble racial) du fait que ce sont celles « que tous les Grands Seigneurs ont auprès d’eux » ou que « de l’aveu de tous les Levantins et de tous les Voyageurs » sont « les plus belles femmes du monde,
 ». Il parle au passage des femmes du Cachemire en disant d'elles qu'« elles sont blanches comme en Europe,
 ». Bernier pressent par ailleurs, à contre-courant des croyances d'alors, que les différences morphologiques humaines ne sont pas toutes dues à l'environnement mais également à des causes intrinsèques aux individus (autrement dit à des caractères héréditaires), ce qu'il généralisera à ses groupes raciaux en parlant de « la semence qui sera particulière à certaines races ou espèces,
 ».
C'est quelques années plus tard, au début du XVIIIe siècle et avec l'avènement du commerce triangulaire (situé vers 1674) que se généralisent les premières constatations connues des effets de l'hérédité. Ainsi, un voyageur à bord d'un navire négrier constate en 1719 que les enfants des Africaines sont noirs même en déportation. Ignorant bien sûr de toute notion génétique, les hommes d'alors parlent de « tempérament » pour désigner les caractères héréditaires, abolissant les frontières entre la personnalité et les caractéristiques physiques de l'individu :
« À quoi attribuer ce changement, ou au climat et à l’air du pays, ou au sang et au tempérament de ces hommes. Je vous en laisse le juge, très cher lecteur, et sans vouloir en aucune façon faire passer mon sentiment pour décisif, je dis que ce changement doit plutôt être attribué au tempérament des nègres qu’au climat, et à l’air ; parce qu’en quelqu’autre pays que les nègres engendrent avec des négresses, leurs enfants deviennent également noirs dans la suite, quoi qu’ils naissent blancs ; et les blancs qui engendrent avec des blanches dans les pays des nègres produisent des enfants qui naissent non seulement blancs, mais qui conservent leur même blancheur pendant toute leur vie,
. »
Ce voyageur anonyme[Qui ?] utilise le terme « blanc » pour différencier des personnes similaires à lui d'autres personnes à la peau noire, et Bernier avant lui en faisait de même de façon plus explicite encore étant donné sa proposition de classification. Ainsi, ce serait la prise de conscience de la différence d'autres peuples qui a fait naître l'idée d'une race blanche.

### AuXXesiècle
Édouard Driault classe les Perses, les Berbères ou les Arabes parmi les populations « blanches ». 
De même, en 1944, Henri Vallois écrit que les races blanches « n'habitent pas uniquement l'Europe ; elles couvrent tout l'Afrique du Nord et l'Asie sud-occidentale […] le territoire des races blanches est orienté autour du bassin méditerranéen prolongé par la Caspienne ».
Selon Marc Sauter, « pour l'anthropologiste, les frontières que tracent le géographe et l'historien ne signifient pas grand-chose… En fait, sur le plan anthropologique, l'Europe déborde largement les mers méridionales, la chaîne du Caucase et les steppes russes pour englober toute une humanité. Racialement, l'Europe est partout où la peau de l'homme est blanche ».
Pour Gilles Boëtsch « nous aurions tort de croire que la pensée classique des anthropologues, si bien illustrée par [Marc] Sauter, fut seulement une pensée raciologique. Elle n'illustre pas l'idée de suprématie des Européens car elle étend le substratum biologique des populations européennes au-delà des frontières politiques de l'Europe ; elle établit d'abord la présence d'une commune humanité. Finalement, elle ne décrit pas une conjonction entre identité politique, identité culturelle et identité biologique ».

## Critères utilisés
Les critères qui permettent d'estimer si une personne est plus ou moins « blanche » varient suivant qu'il s'agisse d'un contexte parlé informel, ou d'un contexte légal propre à un pays et une époque. En particulier, depuis le milieu du XXe siècle, nombre de pays n'ont plus de critère discriminant légaux et officiels.

### Sens courant
Le Tour de la France par deux enfants, livre de lecture scolaire patriotique, paru en 1877 et utilisé dans les écoles de France jusqu'aux années 1950, idéalisait les caractéristiques de la « race » blanche ainsi : lèvres fines, bouche peu fendue, tête ovale.

### France
En France, de 1685 à 1848, le code noir, et notamment dans sa version de 1724 applicable en Louisiane, reconnaissait un statut particulier aux « Sujets blancs » par opposition aux « Noirs » et « Noirs affranchis », mais sans en définir précisément les contours, notamment dans ses articles VI, XXIV et LII de l'édition de 1727.

### Royaume-Uni
Au Royaume-Uni, l'Office for National Statistics utilise le terme white comme catégorie ethnique. Cette identification est basée sur l'auto-catégorisation, puisqu'il y est considéré que l'identité ethnique n'est pas une catégorie objective.

### États-Unis
Le Bureau du recensement des États-Unis et le Bureau de la gestion et du budget définissent « blanc » (dans le cadre du sens du terme anglais « race ») comme « une personne ayant des origines parmi l'un des peuples autochtones d'Europe, du Moyen-Orient ou d'Afrique du Nord».

### Dénominations locales
Les Blancs étaient et sont encore parfois désignés par les populations autochtones non blanches sous forme de nombreux sobriquets, péjoratifs ou non, issus généralement de l'apparence ou de la provenance de ces étrangers. Ainsi, en Indonésie, ils sont encore appelés dans les campagnes reculées, Londos, déformation de Belanda (Hollande), pays d'origine du dernier colonisateur blanc. En argot hindi, les étrangers à la peau claire sont désignés sous le nom de Ghora.

## Études génétiques

### Archéogénétique
Les études suggèrent que les deux gènes les plus communément alliés à la peau blanche chez les Européens modernes sont originaires du Moyen-Orient et du Caucase il y a de 28 000 à 22 000 ans et étaient présents en Anatolie il y a 5000 ans, où ses porteurs deviennent associés à la révolution néolithique et la diffusion de l'agriculture en Europe. La population des anciens nord eurasiens (en) (ANE) a également vu évoluer une peau plus blanche et des cheveux blonds. Une autre vague de population à la peau plus blanche en Europe et ailleurs est associée à la culture Yamna et aux migrations des Indo-Européens portant un héritage ANE et l'allèle KITLG pour les cheveux blonds. L'association moderne entre couleur de peau et latitude est donc un développement relativement récent.
Selon le généticien David Reich , professeur de la Harvard Medical School, d'après les études réalisées sur l'ADN ancien depuis les années 2010, « les « blancs » ne sont pas issus d'une population qui existe depuis des temps immémoriaux, comme certains le croient. Au lieu de cela, les « blancs » représentent un mélange de quatre populations anciennes qui vivaient il y a 10 000 ans et étaient toutes aussi différentes les unes des autres que les Européens et les Asiatiques de l'Est d'aujourd'hui. ». Ces quatre populations étant les chasseurs-cueilleurs de l'Ouest (WHG), les chasseurs-cueilleurs de l'Est (EHG), les Natoufiens et les anciens Levantins du Néolithique, et les anciens Iraniens du Néolithique.
Selon une étude d'une équipe internationale de chercheurs présentée au congrès annuel de l'American Association of Physical Anthropologists en 2015, la plupart des Européens ne seraient blancs que depuis 8 000 ans. Les Européens modernes descendent pour la plupart de trois populations : des chasseurs-cueilleurs arrivés au Paléolithique supérieur il y a 40 000 ans, des fermiers venus du Proche-Orient il y a 7 800 ans et des éleveurs de troupeaux, les Yamnaya, arrivés des steppes du nord de la mer noire, il y  a environ 4 500 ans. Les scientifiques ont étudié l'ADN de 83 squelettes issus de plusieurs régions européennes. Les premiers humains modernes venus d'Afrique il y a environ 40 000 ans avaient la peau foncée, tout comme les chasseurs-cueilleurs qui vivaient en Espagne, au Luxembourg et en Hongrie vers 8 500 ans av. J.-C. Par contre, une analyse d'ADN ancien issu de Scandinavie démontre qu'il y a 7 700 ans une partie de la population de cette région avait les gènes de la peau blanche, des cheveux blonds et des yeux bleus. La peau blanche n'est devenue dominante dans le reste de l'Europe que lorsque des migrants originaires de l'actuelle Ukraine, les bergers Yamnaya, sans doute à l'origine des langues indo-européennes, se sont répandus en Europe il y a environ 4 500 ans, apportant non seulement les gènes pour la peau blanche mais également ceux favorisant une plus grande taille. Une possibilité de la cause de cette évolution rapide et récente serait une meilleure absorption de la vitamine D par une peau blanche dans les latitudes les plus au nord, en même temps que des gènes permettant la tolérance au lactose et la consommation de produits laitiers,. L'Homme de Néandertal qui a eu 200 000 ans pour s'adapter, a aussi donné des gènes de la peau blanche aux humains modernes dont le gène BNC2 que ne possèdent pas les Africains.
Une grande migration a eu lieu au Néolithique, en provenance d'une ancienne population du Proche-Orient, apportant l'agriculture et l'élevage. Ces innovations sont apparues auparavant dans le Croissant fertile. Cette nouvelle population européenne appelée EEF (pour Early Europeans Farmers) a presque entièrement remplacé les anciens chasseurs-cueilleurs européens du Mésolithique dans une grande partie de l'Europe durant le Néolithique ancien, puis au Néolithique moyen ils se sont un peu mélangés avec les derniers chasseurs-cueilleurs. Les EEF étaient génétiquement très homogènes dans une grande partie de l'Europe, que ce soit dans la culture de Starčevo, la culture rubanée, la culture cardiale ou encore la culture des vases à entonnoir, et ils partageaient donc une même origine,,. Ces anciens agriculteurs européens avaient la peau claire et semblent être pour une grande part à l'origine de la peau claire des Européens actuels, les cheveux étaient le plus souvent foncés et les yeux variables mais plus souvent foncés (mais les yeux clairs étaient fréquents). Les anciens chasseurs-cueilleurs autochtones d'Europe de l'Ouest du Mésolithique (WHG), qui ont précédé les agriculteurs du Néolithique, avaient la peau plus sombre et des yeux bleus, tandis que les anciens chasseurs-cueilleurs de Scandinavie du Mésolithique (SHG), pourtant génétiquement assez proches de WHG, avaient quant à eux la peau claire et les yeux bleus mais ils ne semblent pourtant pas avoir beaucoup contribué au génome des Scandinaves actuels,. Bien qu'essentiellement originaires du Proche-Orient, probablement du Croissant fertile ou d'Anatolie, les premiers agriculteurs européens du Néolithique (EEF) étaient génétiquement très proches des Européens actuels qui en sont restés en partie les descendants, ils étaient notamment proches de la population actuelle du Sud-Ouest de l'Europe dont ils constituent de loin l’ascendance principale[réf. nécessaire]. La Sardaigne semble être un refuge où cette ancienne population a perduré jusqu'à nos jours sans changement important (très faible mélange avec les Indo-européens arrivés plus tard),. En revanche ces anciens agriculteurs étaient très différents de la population actuelle du Proche-Orient car cette dernière est en réalité le fruit d'importants remplacements de populations plus récents dans cette région du Monde. L'ADN ancien a révélé en 2015 que les anciens agriculteurs du Néolithique en Anatolie, qui sont la population source des anciens agriculteurs européens, étaient génétiquement bien plus proches des Européens actuels que des Proche-Orientaux actuels,.
Durant l'âge du cuivre et celui du bronze, une deuxième migration importante a eu lieu, ce sont les probables locuteurs des premières langues indo-européennes issues de la Culture Yamna dans la steppe d'Europe de l'Est, située au Nord de la mer Noire et du Caucase. Ces indo-européens avaient une grande mobilité grâce à un mode de vie de pasteurs et la domestication du cheval, ce qui leur a permis une immense expansion dans toute l'Europe, mais aussi dans toute l'Asie centrale jusqu'à l'Altaï où la population de l'âge du Bronze était très proche des Européens. En Europe ils se sont partout mélangés avec les anciens agriculteurs du Néolithique pour donner les Européens actuels. Ce sont ces migrations indo-européennes et les effets fondateurs qui s'ensuivent qui sont à l'origine des haplogroupes R1a et R1b du chromosome Y aujourd'hui dominants en Europe. Les Européens du Nord actuels en ont reçu l'apport le plus important (les plus hauts niveaux d’ascendance Yamna sur l'ADN autosomal aujourd'hui sont en Europe du Nord). L'augmentation des hautes statures, des cheveux clairs et des yeux clairs en Europe du Nord durant l'âge du Bronze fait suite à l'arrivée de ces migrations issues de la steppe. Dans ce mélange, les Européens du Sud, surtout du Sud-Ouest, sont donc restés plus proches des anciens agriculteurs du Néolithique,,,.

## Groupes de population d'origine européenne dans le monde

### Dans l'histoire
Antiquité
- Afrique du Nord (colonisateurs romains, Vandales germaniques)[34]
- Anatolie (Grecs, Galates)[35]
- Asie du Sud (Proto-Indo-Européens ayant migré en Europe de l'Est et en Asie Centrale il y a 3 000–8 000 ans)[36],[37]
- Bassin du Tarim : Chinois actuellement (possiblement Tokhariens)[38],[39]
- Égypte (Grecs)[40]
- Hindou Kouch et Inde du nord (Indo-grecs)[41]

Moyen Âge
- Anatolie (Slaves)[42]
- Groenland (Vikings du Groenland)[43]
- Royaume de Jérusalem (Francs) : 25–35 % de la population[44],[45]

### Populations contemporaines
(mars 2013).
Plusieurs pays et régions en dehors de l'Europe ont une population significative qui descend d'Européens :

#### Afrique
- En Afrique du Nord : au cours de la Préhistoire, il y a environ 8 000 à 9 000 ans au début de l'Holocène, une partie du peuplement de l'Afrique du Nord se serait fait depuis la péninsule Ibérique[46],[47]. Au cours de l'histoire, plusieurs populations venues d'Europe ont également été au contact, de façon plus ou moins significative, avec les Nord-Africains : Grecs, Romains, Vandales, et plus récemment pendant les colonisations européennes (Espagnols, Français, Italiens, etc.).

| Pays ou région              | Population | %           | Type                                                     | Source/Remarque                         |
| --------------------------- | ---------- | ----------- | -------------------------------------------------------- | --------------------------------------- |
| Afrique du Sud              | 4 500 000  | 8,9         | Blancs sud-africains (Afrikaners et Anglo-sud-africains) |                                         |
| Algérie                     | 38 000 000 | ~95         | Nord-Africains (~95) Pieds-noirs (~0,01)                 |                                         |
| Botswana                    | 109 000    | 5           | ...                                                      | CIA                                     |
| Érythrée                    | ...        | ...         | Anglais, Italiens, etc.                                  |                                         |
| Îles Canaries (Espagne)     | ...        | ...         | Canariens                                                |                                         |
| Maurice                     | 27 000     | 2           | Franco-Mauriciens                                        |                                         |
| Namibie                     | 132 000    | 6           | Afrikaners et Allemands                                  | La plupart parlent Afrikaans            |
| Réunion (France)            | 208 000    | 25          | Créoles                                                  |                                         |
| Sainte-Hélène (Royaume-Uni) |            | Majoritaire |                                                          | incluant Tristan da Cunha (Royaume-Uni) |
| Eswatini                    | 43 000     | 3           |                                                          | CIA                                     |
| Zimbabwe                    | 28 732     | 0,4         | Blancs zimbabwéens                                       |                                         |

#### Asie
| Pays ou région            | Population | %    | Type                                                                   | Source/Remarque      |
| ------------------------- | ---------- | ---- | ---------------------------------------------------------------------- | -------------------- |
| Hong Kong (Chine)         | 55 236     | 0,8  |                                                                        | Recensement de 2011  |
| Île Christmas (Australie) | ...        | 20   |                                                                        |                      |
| Kazakhstan                | 4 371 000  | 27,3 | Russes du Kazakhstan, Allemands du Kazakhstan, Ukrainiens, Biélorusses | Recensement de 2009  |
| Kirghizistan              | 393 000    | 6,7  | Russes et autres Slaves                                                | Recensement de 2014, |
| Ouzbékistan               | ...        | 5,5  | Russes et autres Slaves                                                | [ 55 ]               |
| Pakistan                  | ...        | ...  | Kalash (plus Nouristanis à l'est de l'Afghanistan)                     | [ 56 ]               |
| Sibérie (Russie)          | ...        | 90   | Russes, Allemands de la Volga, Ukrainiens                              | [ 57 ]               |
| Tadjikistan               | ...        | ...  | Russes et autres Slaves                                                | [ 58 ]               |
| Turkménistan              | ...        | 4    | Russes et autres Slaves                                                | [ 59 ]               |

#### Europe
| Pays ou région | Population | %     | Type                            | Source/Remarque                     |
| -------------- | ---------- | ----- | ------------------------------- | ----------------------------------- |
| Irlande        | 4 200 000  | 93,6  | Irlandais, Anglo-Saxons, Slaves | Recensement de 2011[réf. souhaitée] |
| Royaume-Uni    | 55 073 552 | 87,17 | Anglo-Saxons                    | Recensement de 2011[réf. souhaitée] |

#### Moyen-Orient
- Iran : Perses : endroits scolaires Proto-Indo-Européens dans la région générale de la Steppe pontique en Europe de l'Est et Asie Centrale[60]
- Israël : Ashkénazes, Séfarades
- Liban : Grecs, Arméniens[61]
- Turquie : Grecs, Yougoslaves (Bosniens), Albanais[62],[63]

#### Amérique latine
- Argentine : 80 % de la population[64]
- Bolivie : 5 % de la population [65]
- Brésil : 47,7 % de la population (recensement de 2010)[66]
- Chili : 52,7 % de la population[67]
- Colombie : 73 % de la population[68],[69],[70],[71]
- Costa Rica : 65,8 % ou ~80 % de la population[72]
- Cuba : 65 % de la population[73]
- Guatemala : 18 % de la population[74]
- Salvador : 9-12 % de la population[75]
- Équateur : 7 % de la population[76]
- Mexique : ~20 % de la population[77],[78], et 60–75 % de Métis[79],[80]
- Nicaragua : 17 % de la population[81]
- Panama : 10 % de la population[82]
- Paraguay : 20 % de la population[83]
- Pérou : 15 % de la population[84]
- Puerto Rico : approximativement 80 % de la population[85]
- République dominicaine : 16 % de la population[86]
- Uruguay : 88 % de la population[87]
- Venezuela : 40 % de la population
- Honduras : 1 % de la population[88]

#### Reste des Amériques
- Bahamas : 4,7 % de la population[89]
- Barbade : 4 % de la population[90]
- Bermudes : 34,1 % de la population[91]
- Canada : 80 % de la population[92]
- États-Unis : 77 % de la population en 2015[93] (incluant les blancs hispaniques et non-hispaniques)
- Guadeloupe : population de type européen estimée à 9 %.
- Guyane : 12 % de la population[94]
- Groenland : 12 % de la population[95]
- Haïti : entre 5 % ou 1 % de la population [96]
- Îles Malouines : descendants de britanniques exclusivement.
- Martinique : 5 % de la population[97]
- Saint-Barthélemy[98]
- Trinité-et-Tobago[99] : 0,6 % de la population

#### Océanie
- Australie : 89 % de la population
- Guam : 6,9 % de la population[100]
- Hawaï : 41,26 % de la population
- Île Norfolk : descendants britanniques d'Australie et de Nouvelle-Zélande exclusivement.
- Nouvelle-Zélande : 74 % de la population
- Nouvelle-Calédonie (Caldoche et métropolitaine) : 29,2 % de la population en 2009[101]
- Palaos : 1,9 % de la population
- Polynésie française : 15 % de la population[102]